# Palacio Errázuriz

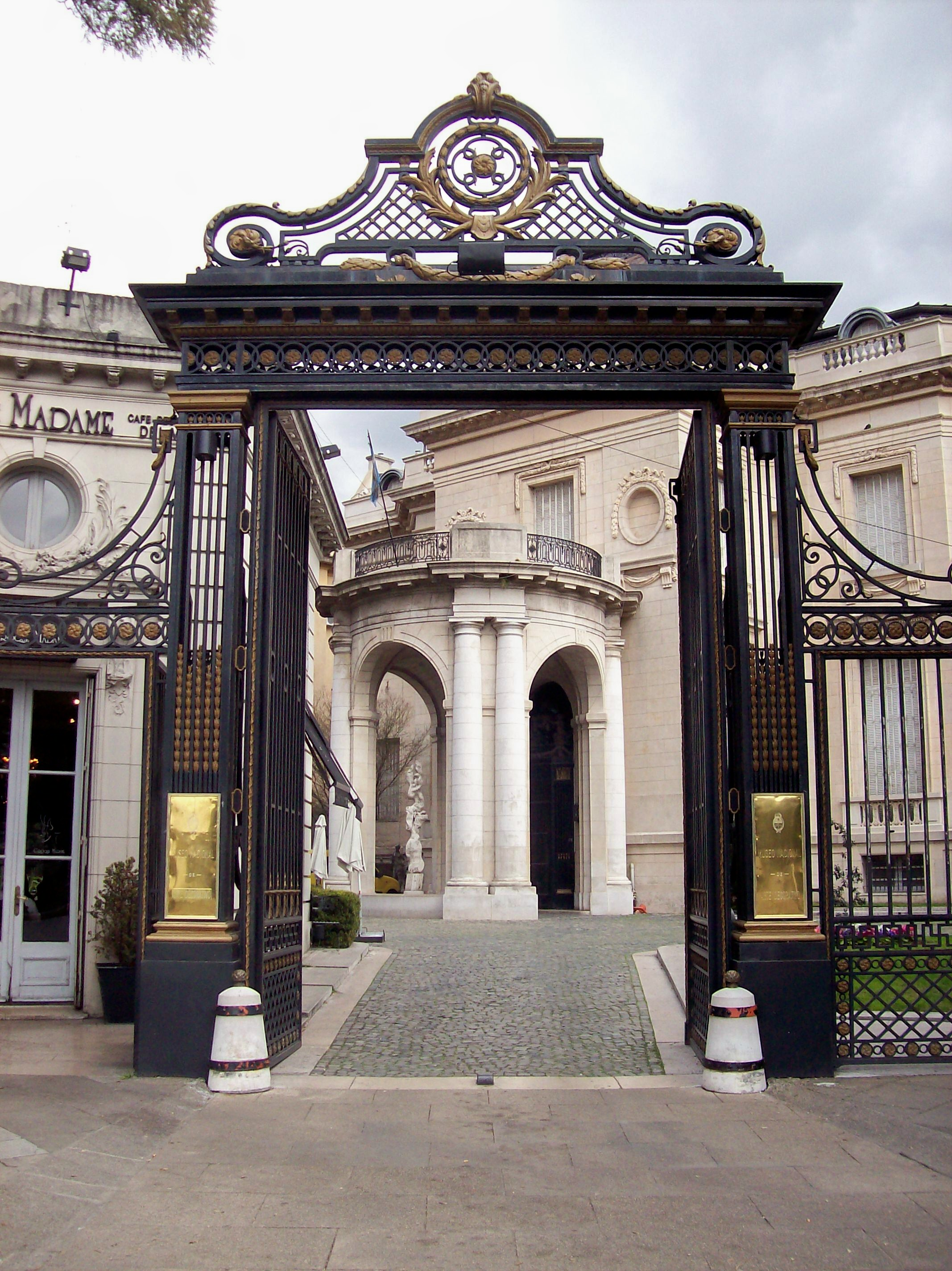
Palacio Errázuriz: portón de entrada.

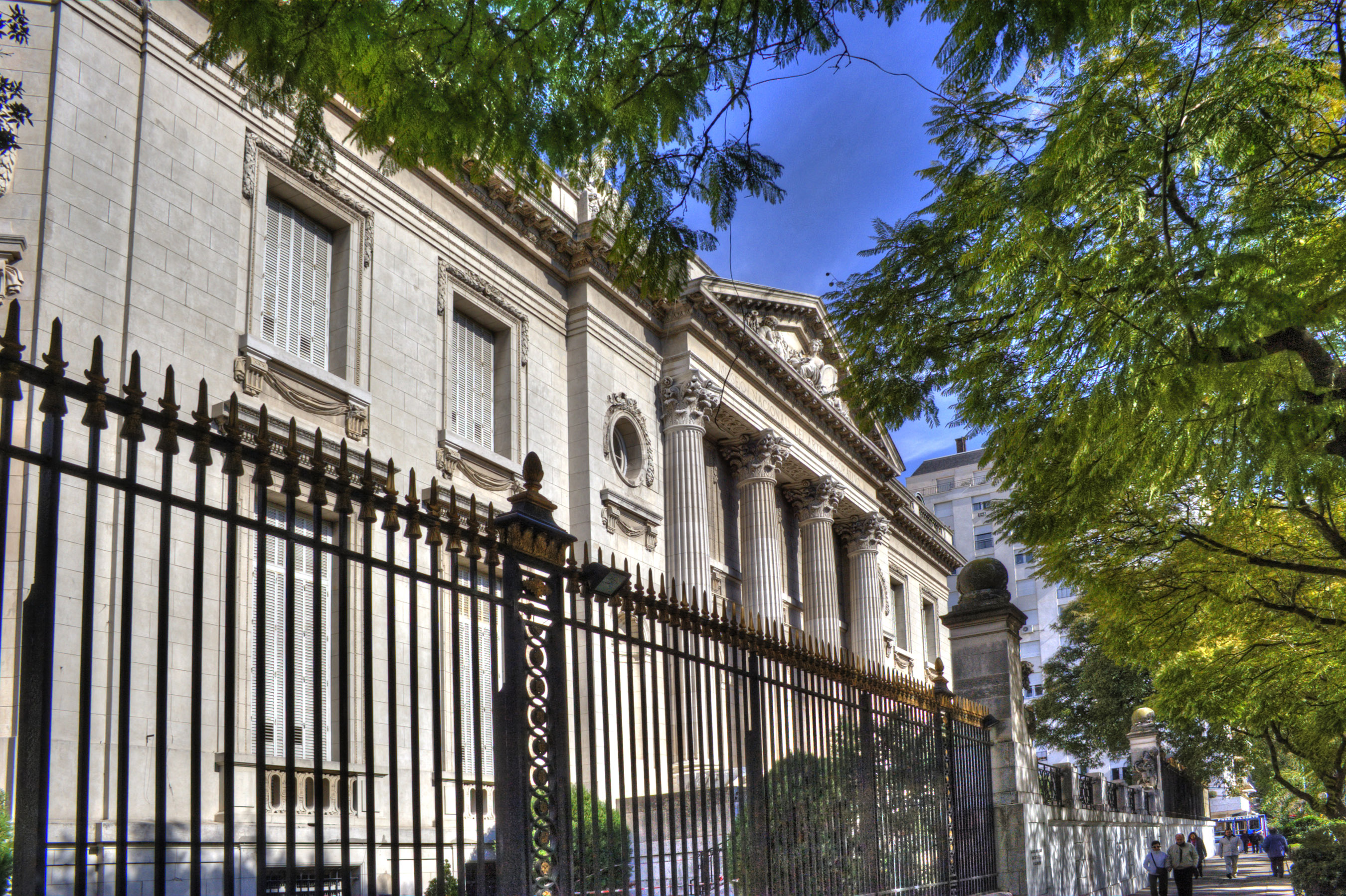
Palacio Errázuriz: vista lateral.

El Palacio Errázuriz fue una de las residencias privadas más elegantes de la ciudad de Buenos Aires. Desde 1937 es la sede del Museo Nacional de Arte Decorativo. Además, allí también tienen su sede la Academia Argentina de las Letras y la Academia Nacional de Bellas Artes. Fue diseñado por el prestigioso arquitecto francés René Sergent para el diplomático chileno Matías Errázuriz y su esposa Josefina de Alvear, miembro de la prominente familia argentina Alvear.
La mansión fue parte de un encargo mayor: en 1911 los hermanos Carlos María, Josefina y Elisa de Alvear (casados con Mercedes Elortondo, Matías Errázuriz y Ernesto Bosch, respectivamente) viajaron a París, Francia, en busca de quien diseñara sus residencias. La contratación del arq. René Sergent, considerado el mejor de la época en estilo neoclásico y versallesco, se tradujo en el Palacio Bosch (actual residencia del embajador de Estados Unidos en Argentina), el Palacio Errázuriz y el Palacio San Souci (ubicado en Victoria, Provincia de Buenos Aires, para Carlos María de Alvear).
El arquitecto René Sergent diseñó tanto esta mansión como la que en París es sede del Museo Nissim de Camondo sabiendo que ambas se convertirían, tras el fallecimiento de sus dueños, en museos de arte decorativo. 
Desde 2018, la mansión ya no está ambientada como la residencia que fue, lo que ha resultado en una importante merma en términos cualitativos del museo como tal. Hasta ese entonces, era posible apreciar la residencia como la pensaron los grandes talentos que la crearon, siendo una imperdible muestra de la vida de la aristocracia porteña de antaño. Dicha ambientación la posicionaba como única en su tipo en Argentina en términos cuantitativos y cualitativos. Sin embargo, por decreto del gobierno de Cambiemos, los museos nacionales fueron obligados a generar ellos mismos sus fondos, debiendo incluso prestar sus propias instalaciones en alquiler. Para eso fue necesario cambiar las autoridades, poniendo como director del Museo de Arte Decorativo al arquitecto Martín Marcos, de fuerte impronta disruptiva. Desde entonces, los muebles y objetos originales de la mansión ya no son estables, sino que son frecuentemente removidos para exponer arte moderno, funcionando el museo como salones de alquiler. El hecho de que permanentemente haya que quitar los delicados y valiosos muebles y objetos originales de cada sala para que artistas vivos expongan arte moderno ha generado una gran cantidad de críticas, siendo la situación percibida como una profanación. Al mismo tiempo, el hecho de que las piezas originales ya no sean inamovibles, dificulta su trazabilidad, lo que implica grandes problemas de seguridad. Finalmente, en febrero de 2022 se denunció la sustracción de veinte de piezas del museo por valor millonario, razón por la cual el 26 de ese mismo mes el Ministerio de Cultura de Argentina, a través de la resolución 210, suspendió a Martín Marcos como director de la institución (sin goce de sueldo) y ordenó la intervención del museo por 30 días (que se extendieron a 90), además de hacer las denuncias correspondientes a Interpol. No obstante, las piezas robadas aún no fueron halladas y los salones se siguen dando alquiler, sometiendo a la centenaria mansión a un gran desgaste.

## Historia
Diseñado en 1911 en estilo academicista francés por el arq. francés René Sergent, que dirigió el proyecto sin visitar nunca la Argentina, el palacio tiene cuatro plantas y sigue el formato de "grand hôtel particulier". Sergent dio cierta autonomía a las fachadas, e integró los jardines —diseñados por el paisajista francés Achille Duchêne— a las áreas públicas de la casa, a la manera de salones exteriores. Dado el gran volumen de la construcción respecto al terreno, el cour d'honneur (en español, patio de honor) presenta cierta integración con uno de los jardines de la casa.
Las obras se iniciaron a comienzos de la década de 1910 y se prolongaron varios años debido a la escasez de materiales impuesta por la I Guerra Mundial. Si bien la dirección estuvo a cargo de la firma local de Lanús y Hary (Eduardo María Lanús [1875-1940], ingeniero y arquitecto argentino egresado de la Escuela de Bellas Artes de París y Pablo Hary [1875-1956], arquitecto francés radicado en Argentina), la decisión de los Errázuriz-Alvear de importar de Europa materiales y artesanos para buena parte de la obra también impuso limitaciones.
En el primer piso, el petit salon de Matías Errázuriz (hijo) en estilo art déco, por José María Sert, es el único que responde a un estilo del siglo XX. De esta manera, las decoraciones de la casa resultan en un paseo a través de más de 200 años de historia francesa.
Los Errázuriz-Alvear residieron en el edificio sólo veinte años. En 1937 fue adquirido por el Estado argentino por un precio simbólico con la mejor parte de su mobiliario y decoración. Gracias a ello, es la única mansión de estilo francés de Buenos Aires abierta regularmente al público en general.

## Arquitectura

### Fachadas
Presentan estilo Luis XVI, estando todas ellas revestidas en símil piedra París.

### Vestíbulo
El estilo Luis XVI del vestíbulo se logró incluyendo en la decoración pilastras dóricas, arcos y cornisas que sostienen el cielorraso abovedado, con casetones, todo realizado en stuc pierre (en español, estuco piedra). Las figuras alegóricas sentadas sobre la cornisa que representan a las artes —pintura, escultura, arquitectura y música— junto con los relieves que aluden a las cuatro estaciones otorgan a este espacio el carácter neoclásico propio del estilo Luis XVI. En el vestíbulo se encuentra la escalera de honor que conduce a la planta principal destinada a las reuniones sociales.
A ambos lados de la escalera están los accesos a los guardarropas de damas y caballeros que incluían los sanitarios de invitados. Dos quimeras de origen español talladas en piedra del siglo XVI vigilan el acceso a la residencia. La escalera de honor está flanqueada por dos esculturas francesas de terracota: "Bacante con fauno niño" atribuida al taller de Carpeaux, y "Hamadryade" de Antoine Coysevox.

### Antecámara
La decoración de esta sala sigue las pautas del estilo Luis XVI. Las paredes están cubiertas con un revestimiento de roble tallado y encerado con molduras rectas y sobrias, guirnaldas de flores y frutas, hojas de roble, laurel, olivo y muérdago, sujetas con nudos chatos y sobrepuertas decoradas con casetones. El cielorraso, con una gran claraboya central, está subrayado por un diseño geométrico de molduras realizadas en yeso que de noche reciben luz artificial desde la cornisa.
La antecámara es un ambiente que establece vínculos con otras cuatro salas y con el sector de escaleras y ascensor. Cuatro puertas vidriadas la separan del vestíbulo de ingreso; en el muro puertas espejadas la vinculan con el Gran Hall.
El centro de la sala está ocupado por la escultura La noche de Joseph Pollet (1814-1870). A la derecha, el retrato de Doña Josefina de Alvear de Errázuriz vestida de terciopelo rojo nos da la bienvenida, obra del pintor español Joaquín Sorolla. A los lados de la puerta espejada se observan dos óleos neerlandeses: el Retrato de un Gentilhombre de Johannes Cornelisz. Verspronck y Naturaleza Muerta de Rachel Ruysch.

### Escritorio
La decoración del escritorio privado de Matías Errázuriz es de estilo Luis XVI y fue proyectada por André Carihian (especialista en decoraciones del siglo XVIII. En ella se combinan los paneles de roble tallado y encerado con sectores tapizados en terciopelo, todo rematado por una cornisa continua. Como en todos los sectores de la casa reservados al uso de Don Matías, los tejidos elegidos para los tapizados de los muebles, para los entelados de los muros o para los cortinados pesados, son de color rojo Burdeos.
Hay dos bibliotecas cuyas puertas siguen la costumbre del siglo XVIII de proteger los cuadros superiores con alambre tejido en vez de vidrio. Para armonizar con el conjunto, el dorso de la puerta de acceso está decorado con lomos de libros simulando un armario biblioteca.
Sobre cada puerta hay un friso tallado en roble con caduceos, mapamundis y esfera armilar. Los paneles sobrepuerta de yeso moldeado con patina símil terracota están decorados con medallones, guirnaldas e instrumentos.
En este lugar de estudio y entrevistas formales, Matías Errázuriz disfrutaba sus momentos de meditación rodeado por las obras de Eugène Boudin, Edouard Manet, Henry de Fantin-Latour, Jean Baptiste Corot, lacas japonesas y piedras duras chinas.

### Salón de Madame
Era la sala donde Josefina recibía a sus amistades semanalmente. De estilo Luis XVI, sus boiseries proceden del dormitorio principal del Hôtel Le Tellier, ubicado en 11 rue Royale de París. Los mismos fueron vendidos alrededor de 1910. Louis Le Tellier fue arquitecto del rey Luis XV de Francia y diseñó la rue Royale, nombrada así en honor a Su Majestad. Actualmente, otros paneles de la residencia de Le Tellier, muy similares a los del Salón de Madame del Palacio Errázuriz, se ubican en el Museo de Arte de Filadelfia y en el Museo Nissim de Camondo.

### Gran Hall
El Gran Hall central de doble altura y estilo Tudor fue realizado bajo la supervisión directa del especialista Henri Nelson.

### Salón de Baile
El salón de baile está entre el Salón de Madame y el jardín de invierno, y se abre por tres grandes ventanas con arquería hacia la balconada sobre Avenida del Libertador. Sus arañas son de bronces de Baguès con caireles de Baccarat. Se encuentra revestido en boiseries de estilo regencia, con detalles de dorado a la hoja y espejos. Los salones del Hôtel de Rohan y el Hôtel de Soubise de París han inspirado esta salón.

### Salón Comedor
El comedor, revestido en mármoles, es de estilo Luis XIV y está inspirado en el Salón de Hércules del Palacio de Versalles. Fue diseñado por Georges Hoentschel. 

## Museo Nacional de Arte Decorativo
En arte decorativo, este museo es el más importante de Latinoamérica y, además de las colecciones originales de la casa, expone un patrimonio inigualable de donaciones, con tapices, pinturas, esculturas, adornos y muebles originales de la casa, firmados por algunos de los más importantes ebanistas europeos del siglo XVIII. Fue, hasta 2018, una de las pocas casas-museo que conservaba la coherencia entre su construcción y las colecciones que albergaba, y la única del país en términos de cantidad, calidad y antigüedad de piezas expuestas. Cuando en 1935 murió Josefina de Alvear, sus herederos vendieron la mansión y gran parte de la colección de obras al gobierno argentino, a un precio simbólico, con la condición de que aquella se destinara a museo. El actual Museo Nacional de Arte Decorativo abrió por primera vez sus puertas al público en el año 1937.